# Premis Gaudí de 2022
La catorzena edició dels Premis Gaudí es va celebrar el 6 de març del 2022 a la Sala Oval del Museu Nacional d'Art de Catalunya.

## Premis i nominacions
La llista de nominacions la van fer pública els actors Francesc Orella i Maria Molins el 25 de gener del 2022 en una lectura pública a La Pedrera.

### Gaudí d'Honor-Miquel Porter
- Tomàs Pladevall Fontanet

### Millor pel·lícula
| Cartell           | Pel·lícula        | Direcció    |
| ----------------- | ----------------- | ----------- |
|                   | Sis dies corrents | Neus Ballús |
| El ventre del mar | Agustí Villaronga |             |
| Tros              | Pau Calpe         |             |
| Visitant          | Alberto Evangelio |             |

### Millor pel·lícula en llengua no catalana
| Cartell                  | Pel·lícula          | Direcció     |
| ------------------------ | ------------------- | ------------ |
|                          | Libertad            | Clara Roquet |
| Las leyes de la frontera | Daniel Monzón       |              |
| Mediterráneo             | Marcel Barrena      |              |
| Tres                     | Juanjo Giménez Peña |              |

### Millor direcció
| Imatge            | Direcció                 | Pel·lícula        |
| ----------------- | ------------------------ | ----------------- |
|                   | Neus Ballús              | Sis dies corrents |
| Agustí Villaronga | El ventre del mar        |                   |
| Daniel Monzón     | Las leyes de la frontera |                   |
| Clara Roquet      | Libertad                 |                   |

### Millor guió
| Imatge                              | Guionista         | Pel·lícula |
| ----------------------------------- | ----------------- | ---------- |
|                                     | Clara Roquet      | Libertad   |
| Agustí Villaronga                   | El ventre del mar |            |
| Neus Ballús i Margarita Melgar      | Sis dies corrents |            |
| Juanjo Giménez Peña i Pere Altimira | Tres              |            |

### Millor protagonista femenina
| Imatge        | Actriu                   | Pel·lícula |
| ------------- | ------------------------ | ---------- |
|               | Maria Morera             | Libertad   |
| Vicky Luengo  | Chavalas                 |            |
| Begoña Vargas | Las leyes de la frontera |            |
| Marta Nieto   | Tres                     |            |

### Millor protagonista masculí
| Imatge           | Actor                    | Pel·lícula        |
| ---------------- | ------------------------ | ----------------- |
|                  | Mohamed Mellali          | Sis dies corrents |
| Roger Casamajor  | El ventre del mar        |                   |
| Chechu Salgado   | Las leyes de la frontera |                   |
| Eduard Fernández | Mediterráneo             |                   |

### Millor direcció de producció
| Cartell                     | Direcció de producció             | Pel·lícula   |
| --------------------------- | --------------------------------- | ------------ |
|                             | Albert Espel i Kostas Seakianakis | Mediterráneo |
| Bàrbara Ferrer              | El ventre del mar                 |              |
| Goretti Pagès               | Las leyes de la frontera          |              |
| Bernat Rifé i Goretti Pagès | Sis dies corrents                 |              |

### Millor pel·lícula documental
| Cartell                  | Pel·lícula                           | Direcció     |
| ------------------------ | ------------------------------------ | ------------ |
|                          | El retorn: la vida després de l'ISIS | Alba Sotorra |
| Balandrau, infern glaçat | Guille Cascante                      |              |
| El niño de fuego         | Ignacio Acconcia                     |              |
| Un blues per a Teheran   | Javier Tolentino                     |              |

### Millor pel·lícula d'animació
| Cartell | Pel·lícula | Direcció                   |
| ------- | ---------- | -------------------------- |
|         | Mironins   | Mikel Mas i Txesco Montalt |

### Millor curtmetratge
| Curtmetratge    | Direcció         |
| --------------- | ---------------- |
| Farrucas        | Ian de la Rosa   |
| Animal salvatge | Maria Besora     |
| Facunda         | Marta Romero     |
| L'estrany       | Oriol Guanyabens |

### Millor pel·lícula per a televisió
| Cartell                 | Pel·lícula                            | Direcció   |
| ----------------------- | ------------------------------------- | ---------- |
|                         | Frederica Montseny, la dona que parla | Laura Mañá |
| Berenàveu a les fosques | Sílvia Quer                           |            |
| Tocats pel foc          | Santi Lapeira                         |            |
| Un mundo para Julius    | Rossana Díaz Costa                    |            |

### Millor direcció artística
| Cartell      | Direcció artística | Pel·lícula               |
| ------------ | ------------------ | ------------------------ |
|              | Balter Gallart     | Las leyes de la frontera |
| Laia Colet   | Love Gets a Room   |                          |
| Susy Gómez   | El ventre del mar  |                          |
| Marta Bazaco | Libertad           |                          |

### Millor muntatge
| Imatge          | Candidat/es                 | Pel·lícula        |
| --------------- | --------------------------- | ----------------- |
|                 | Neus Ballús i Ariadna Ribas | Sis dies corrents |
| Bernat Aragonés | El ventre del mar           |                   |
| Mapa Pastor     | Las leyes de la frontera    |                   |
| Ana Pfaff       | Libertad                    |                   |

### Millor actriu secundària
| Imatge        | Actriu           | Pel·lícula |
| ------------- | ---------------- | ---------- |
|               | Ángela Cervantes | Chavalas   |
| Nora Navas    | Libertad         |            |
| Vicky Peña    | Libertad         |            |
| Anna Castillo | Mediterráneo     |            |

### Millor actor secundari
| Imatge       | Actor          | Pel·lícula        |
| ------------ | -------------- | ----------------- |
|              | Valero Escolar | Sis dies corrents |
| Sergi López  | Mediterráneo   |                   |
| Àlex Monner  | Mediterráneo   |                   |
| Miki Esparbé | Tres           |                   |

### Millor música original
| Imatge                            | Compositor               | Pel·lícula   |
| --------------------------------- | ------------------------ | ------------ |
|                                   | Arnau Bataller           | Mediterráneo |
| Marcús JGR                        | El ventre del mar        |              |
| Derby Motoreta's Burrito Kachimba | Las leyes de la frontera |              |
| Paul Tyan                         | Libertad                 |              |

### Millor fotografia
| Imatge                         | Director de fotografia   | Pel·lícula |
| ------------------------------ | ------------------------ | ---------- |
|                                | Gris Jordana             | Libertad   |
| Josep Maria Civit i Blai Tomàs | El ventre del mar        |            |
| Carles Gusi                    | Las leyes de la frontera |            |
| Kiko de la Rica                | Mediterráneo             |            |

### Millor vestuari
| Fotografia            | Candidat/es       | Pel·lícula               |
| --------------------- | ----------------- | ------------------------ |
|                       | Vinyet Escobar    | Las leyes de la frontera |
| Alberto Valcárcel     | Love Gets a Room  |                          |
| Susy Gómez i Pau Aulí | El ventre del mar |                          |
| Alba Costa            | Sis dies corrents |                          |

### Millor so
| Cartell                                          | Candidats                                             | Pel·lícula |
| ------------------------------------------------ | ----------------------------------------------------- | ---------- |
|                                                  | Dani Fontrodona, Oriol Tarragó, Marc Bech i Marc Orts | Tres       |
| Isaac Bonfill, Oriol Tarragó i Marc Orts         | Las leyes de la frontera                              |            |
| Eva Valiño, Fabiola Ordoyo i Yasmina Praderas    | Mediterráneo                                          |            |
| Amanda Villavieja, Elena Coderch i Albert Manera | Sis dies corrents                                     |            |

### Millors efectes visuals
| Imatge                          | Candidat/es              | Pel·lícula   |
| ------------------------------- | ------------------------ | ------------ |
|                                 | Àlex Villagrasa          | Mediterráneo |
| Lluís Rivera i Lluís Castells   | Bajocero                 |              |
| Anna Aragonès                   | El ventre del mar        |              |
| Raúl Romanillos i Míriam Piquer | Las leyes de la frontera |              |

### Millor maquillatge i perruqueria
| Cartell                        | Maquillador                                  | Pel·lícula               |
| ------------------------------ | -------------------------------------------- | ------------------------ |
|                                | Sarai Rodríguez, Nacho Díaz i Benjamín Pérez | Las leyes de la frontera |
| Montse Boqueras                | Chavalas                                     |                          |
| Alma Casal                     | El ventre del mar                            |                          |
| Barbara Broucke i Jesús Martos | Libertad                                     |                          |

### Millor pel·lícula europea
| Pel·lícula       | Direcció          |
| ---------------- | ----------------- |
| Druk             | Thomas Vinterberg |
| Annette          | Leos Carax        |
| Quo Vadis, Aida? | Jasmila Žbanić    |
| Titane           | Julia Ducournau   |

| Nominacions | Pel·lícula                                  | Premis |
| ----------- | ------------------------------------------- | ------ |
| 13          | Las leyes de la frontera de Daniel Monzón   | 3      |
| 12          | El ventre del mar d'Agustí Villaronga       | 0      |
| 11          | Libertad de Clara Roquet                    | 4      |
| 10          | Mediterráneo de Marcel Barrena              | 3      |
| 9           | Sis dies corrents de Neus Ballús            | 5      |
| 5           | Tres de Juanjo Giménez Peña                 | 1      |
| 3           | Chavalas de Carol Rodríguez Colás           | 1      |
| 2           | Love Gets a Room de Rodrigo Cortés Giráldez | 0      |